# Paraeboria jeniseica
Genre
Espèce
Synonymes
- Typhochrestus jeniseicus Eskov, 1981

Paraeboria jeniseica, unique représentant du genre Paraeboria, est une espèce d'araignées aranéomorphes de la famille des Linyphiidae.

## Distribution
Cette espèce est endémique de Russie. Elle se rencontre en Sibérie.

## Publications originales
- Eskov, 1981 : Spiders of the genera Eboria, Latithorax, Rhaebothorax and Typhochrestus (Aranei, Linyphiidae) in the fauna of Siberia. Zoologičeskij Žurnal, vol. 60, p. 496-505.
- Eskov, 1990 : New monotypic genera of the spider family Linyphiidae (Aranei) from Siberia: Communication 2. Zoologičeskij Žurnal, vol. 69, no 1, p. 43-53.